# Thai Dai Van Nguyen
Thai Dai Van Nguyen (* 12. Dezember 2001 in Prag) ist ein tschechischer Schachspieler.

## Schach

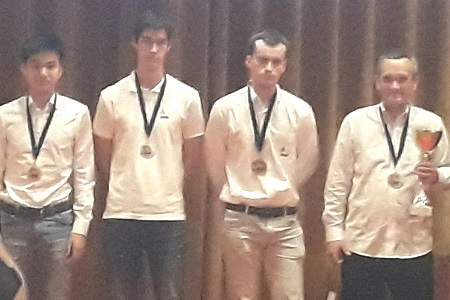
Vizemeister Mitropacup 2019

Im Jahr 2018 erhielt er von der FIDE den Titel Schachgroßmeister. Die Normen hierfür erfüllte er auf drei Turnieren in Tschechien und Ungarn.
Mit seinem tschechischen Team errang er den zweiten Platz beim Mitropa Cup 2019 in Radenci. In der tschechischen Extraliga spielte Ngyuen in der Saison 2018/2019 für Siesta Solution Unichess und in der Saison 2019/20 für den 1. Novoborský ŠK, in der deutschen Bundesliga von 2019 bis 2024 für den SV Mülheim-Nord. Ab der Saison 2024/25 spielt Nguyen am Spitzenbrett für den USV TU Dresden.
Beim Prager Schachfestival 2024 erzielte er den zweiten Platz hinter Nodirbek Abdusattorov im Masters. Obwohl er die nominell schlechteste Elo-Zahl der zehn Teilnehmer hatte und zunächst mit zwei Verlustpartien ins Turnier startete, gelang ihm die Aufholjagd durch Gewinnpartien gegen Mateusz Bartel, Parham Maghsoodloo und Richárd Rapport.
Bei der Schacholympiade 2024 gewann er die Goldmedaille für das beste Ergebnis an Brett 2 mit 9 aus 10 Punkten und einer Elo-Leistung von 2783.